# Collasso modale
Nella logica modale, il collasso modale è la condizione nella quale ogni proposizione vera è necessariamente vera e viceversa; in altre parole, non ci sono verità contingenti e quindi vale che "tutto esiste necessariamente". Nei simboli della logica modale, ciò si indica con  {\displaystyle \phi \leftrightarrow \Box \phi }.
Nel contesto della filosofia, il termine è comunemente utilizzato per criticare la prova ontologica dell'esistenza di Dio e il principio della semplicità divina. Ad esempio, la prova ontologica di Gödel contiene {\displaystyle \phi \rightarrow \Box \phi }  come teorema, che, combinato con gli assiomi dello spazio logico S5 (in cui valgono le Cinque vie di Tommaso d'Aquino), conduce al collasso modale.  Dal momento che molti considerano la libertà di Dio come imprescindibile dalla Sua natura, e un collasso modale negare il libero arbitrio, ciò conduce al collasso modale dell'argomento di Gödel. Per evitarlo, occorre non adottare gli assiomi di S5, fatto che pone la metafisica tomista e la prova ontologica in ambiti logici distinti e separati.